# Breynia disticha
Espèce
Classification phylogénétique
Breynia disticha est une espèce de plantes à fleurs de la famille des Phyllanthaceae, anciennement sous-famille des Euphorbiaceae. C'est un arbrisseau originaire des îles du Pacifique.

## Aire de répartition
Originaire des îles du Pacifique (Nouvelle-Calédonie, Vanuatu), cette plante a été introduite dans de nombreuses régions tropicales (Floride, Hawaii, La Réunion) pour faire des haies.

## Description
Cet arbrisseau possède un fin branchage très ramifié. Sa silhouette est très particulière : les ramifications sont toutes plagiotropes, c'est-à-dire qu'elles poussent toutes dans un plan proche de l'horizontale. 
Dans la nature, il peut former un petit arbre atteignant une dizaine de mètres de hauteur, mais les formes utilisées dans les jardins généralement plus basses (taillé en haie de 1 à 2 mètres). L'écorce est vert clair sur les jeunes pousses, elle s'assombrit sur les branches plus âgées, devenant brune. 
Les feuilles présentent une phyllotaxie alterne distique : elles sont toutes disposées sur un même plan, ce qui donne l’impression qu’elles sont posées sur un plateau. Elles sont de couleur vert glauque, assez mat, lisses, douces au toucher, relativement épaisses et plates. Elles font de 3 à 5 cm de long sont de forme obovale. 
Les cultivars rencontrés dans les jardins sont principalement issus de Breynia disticha var. disticha f. nivosa et présentent une panachure blanche ou rosée sur les jeunes pousses.

## Reproduction
Il existe des fleurs femelles et des fleurs mâles. Les fleurs femelles sont assez étonnantes : petites (5 mm de diamètre), elles ont la forme d’une couronne et sont de couleur vert clair. Les pétales sont soudés. Les fleurs mâles encore plus discrètes, sont en forme de coupe au fond de laquelle se trouvent les étamines. Elles sont placées au creux de chaque feuille.
La floraison a lieu en mars/avril. Les fruits ressemblent aux fruits du Phyllanthus. Ce sont des petites boules d’un vert terne, qui restent longtemps entourées des sépales de la fleur.
Il semble que Breynia disticha est pollinisé par des papillons de nuit du genre Epicephala dans la région de sa répartition indigène en Nouvelle-Calédonie et au Vanuatu, tels que d'autres espèces du genre Breynia,. Des papillons de nuit Epicephala ont été élevés des fruits de B. disticha en Nouvelle-Calédonie.

## Place dans la forêt sèche de Nouvelle-Calédonie
Cette plante est assez répandue, mais elle pousse mieux dans les zones buissonnantes très proche du littoral ou sur les îlots.
C’est une espèce qui pousse en sous bois dans les zones mi-ombre, mi-lumière.

## Utilisation
Cette plante est cultivée dans les jardins sous forme de cultivars principalement issus de Breynia disticha var. disticha f. nivosa que l'on nomme la neigeuse ou la lépreuse. Elle diffère de l'espèce botanique par la coloration des feuilles qui sont rougeâtres et parsemées de taches blanchâtres.

## Source
- Breynia disticha sur Endemia.nc